# 2015年太平洋颱風季
| 太平洋颱風季             |
| 主題頁 - 專題 - 編輯指南 |

2015年太平洋颱風季泛指於2015年全年內的任何時間，於赤道以北及國際換日線以西的太平洋水域，以及南中國海所產生的熱帶氣旋。雖然有關方面並沒有設下本颱風季的指定期限，但大部份於西北太平洋的熱帶氣旋通常皆會於五月至十二月期間形成。2015年此區域內每月均有熱帶風暴生成，是日本氣象廳有觀測紀錄以來首次。
本條目的範圍僅侷限於赤道以北及國際換日線以西的太平洋及南海的水域。於赤道以北及國際換日線以東的太平洋水域產生的風暴則被稱為颶風，並被列入2015年太平洋颶風季。於西北太平洋產生的熱帶風暴是由日本氣象廳所命名（即國際名稱），國際編號為15xx，而美國聯合颱風警報中心（英語：JTWC）則將於該地區的熱帶低氣壓之編號以W字母作結。
凡進入或產生於菲律賓風暴責任範圍以內的熱帶低氣壓，菲律賓大氣地球物理和天文服務管理局（英語：PAGASA）均會給予當地名稱，作當地警報用途，因此可能會有兩個不同的英文名稱（官方以國際名稱為準）；此外，由於中港澳採用同一中文譯名，而臺灣當地之中文譯名可能與其有所不同，故同一個風暴可能會有兩個不同的中文名稱。以下各熱帶氣旋資訊以熱帶氣旋存在期間的巔峰形態為準。
2015年風季的熱帶氣旋明顯較強，該年成為香港天文台在2009年採用新熱帶氣旋分級制，新增「強颱風」和「超強颱風」以來，最多超強颱風的風季（共13個），以及首個在6月前已經出現4個超強颱風風季。

## 颱風季預測

### 香港
香港天文台（英語：HKO）台長岑智明於3月23日在由天文台所召開的新聞簡報會中表示，年內進入距離香港500公里範圍內的熱帶氣旋預料有4至7個，屬於正常水平，而該年風季可能會於6月或以後開始。天文台亦計劃在該年風季，把熱帶氣旋路徑的預報時效，由3日延長至5日，但台長指出由於部分熱帶氣旋移動飄忽，5日預報仍會出現較大誤差。最終天文台在6月20日隨著熱帶風暴鯨魚的形成，推行5日熱帶氣旋路徑預報。而受到厄爾尼諾現象影響，自7月初颱風蓮花正面襲港後，接近3個月都沒有熱帶氣旋影響香港，直至10月初強颱風彩虹襲港才令這罕見的空窗期結束，不但是連續2年皆於8月沒有風暴襲港，而且成為1946年有紀錄以來，首個8月至9月皆沒有風暴襲港的風季，香港天文台因而在8月22日把預計進入500公里範圍的熱帶氣旋數量下調為3至6個，屬正常至偏少。

### 澳門
澳門地球物理暨氣象局（葡萄牙語：SMG）氣象局氣象監察中心代主任黃振星於4月14日中在會議上表示，預測年內將有4至6個熱帶氣旋將影響澳門，最少1個可能有機會導致懸掛八號風球，首個熱帶氣旋將於6月中旬出現。澳門氣象局將會利用關閘大樓門外的電子顯示屏，發布熱帶氣旋、暴雨或風暴潮警告訊息。

### 台灣
交通部中央氣象局（英語：CWB）於6月30日召開颱風展望記者會，預估該年夏季將有2至4個颱風侵臺，在正常值範圍。受聖嬰-南方振盪現象影響，颱風發展位置偏東，洋面表溫偏高使得侵臺颱風強度較強，皆為中度颱風以上。當局亦預測颱風夏季影響臺灣的機率比秋季高。

### 中國大陸
按照2015年5月19日國家海洋局南海預報中心所發表的《南海区2014年海洋灾害概述及2015年海洋灾害展望》所預測，年内在西北太平洋和南中國海海域出现的台风浪过程较常年平均偏少，约为23～25次；全年南海海域出现的台风浪过程接近常年平均，约为8～10次。同時該文预计年内有3～4次台风浪过程严重影响广东、广西及海南沿海，其中有2～3次台风浪过程严重影响广东沿海。而在7～9月期间可能有1～2个强台风或超强台风为华南带来灾害性海浪过程。另外，初次影响华南沿岸的台风浪过程可能出现在6月下旬到7月上旬，较常年偏晚，末次影响华南沿岸的台风浪过程可能出现在9月下旬到10月上旬，接近常年平均略偏早。
另據海南省氣象局於5月23日預測，該年汛期(5月-10月)影響海南本島的熱帶氣旋有3-4個，較常年偏少2個;登陸海南島的1個，較常年偏少1個。影響海南省的熱帶氣旋強度較常年偏強。首個影響海南島的熱帶氣旋可能出現在7月中旬，最後一個可能出現在10月下旬。海口市氣象局亦於同月26日預測年內3-4個熱帶氣旋影響海口市並會有1-2個對海口市造成嚴重影響或登陸海口市。

### 菲律賓
菲律賓PAGASA預計年內達到颱風（118km/h或以上）強度的熱帶氣旋數量會受聖嬰現象影響而增加。該局亦預測本年6-12月內進入菲律賓預報責任區的熱帶氣旋會達11-16個。

## 已被國際命名的熱帶氣旋

### 熱帶風暴薔薇（Jangmi）
2015年1月2日，熱帶風暴薔薇的背風低壓於沙巴西北方海面上發展。同日，美國海軍研究實驗室給予擾動編號90W。上午8時，聯合颱風警報中心對其在24小時內形成為熱帶氣旋的機會直接給予「MEDIUM」的評級。下午2時，日本氣象廳將其升格為熱帶低氣壓。同時，聯合颱風警報中心對其發佈熱帶氣旋形成警報，並對其評級提升為「HIGH」。
1月3日下午2時，聯合颱風警報中心撤銷熱帶氣旋形成警報，並對其評級降級為「LOW」。
1月4日下午2時，聯合颱風警報中心對其取消評級。下午8時，日本氣象廳將其降格為低壓區。

### 強烈熱帶風暴米克拉（Mekkhala）
PAGASA: Amang
2015年1月9日，一個低壓區在波納佩西南方海面上生成，美國海軍研究實驗室給予擾動編號92W。
1月11日下午7時，聯合颱風警報中心對其在24小時內形成為熱帶氣旋的機會直接給予「MEDIUM」的評級。
1月13日上午7時30分，聯合颱風警報中心對其發佈熱帶氣旋形成警報，並對其評級提升為「HIGH」。上午8時，日本氣象廳將其升格為熱帶低氣壓。下午2時，日本氣象廳對其發出烈風警報。下午8時，日本氣象廳將其升格為熱帶風暴，並命名為米克拉。同時，聯合颱風警報中心將其升格為熱帶低氣壓，並給予編號01W。
1月15日上午8時，聯合颱風警報中心將其升格為熱帶風暴。
1月16日下午8時，日本氣象廳將其升格為強烈熱帶風暴。
1月17日上午2時，聯合颱風警報中心將其升格為颱風。上午8時，日本氣象廳將其升格為颱風。下午5時，日本氣象廳將其降格為強烈熱帶風暴。下午11時，日本氣象廳將其降格為熱帶風暴。同時，聯合颱風警報中心將其降格為熱帶風暴。
1月18日下午8時，聯合颱風警報中心將其降格為熱帶低氣壓。
1月19日上午2時，日本氣象廳將其降格為熱帶低氣壓。同時，聯合颱風警報中心對其發出最後的警報。
1月21日上午8時，日本氣象廳認為米克拉已經逐漸消散。
米克拉是本年度西北太平洋生成之第一個被命名的風暴。
日本氣象廳在事後發佈的最佳路徑中，把米克拉的強度向下修訂為強烈熱帶風暴，接近中心最高持續風速下調為60節，中心最低氣壓上調至975hPa。

### 颱風海高斯（Higos）
2015年2月4日，一個低壓區在科斯雷附近海面上生成，美國海軍研究實驗室給予擾動編號94W。
2月5日上午8時，聯合颱風警報中心對其在24小時內形成為熱帶氣旋的機會給予「LOW」的評級。下午2時，聯合颱風警報中心對其評級提升為「MEDIUM」。
2月6日下午8時，日本氣象廳將其升格為熱帶低氣壓。
2月7日上午6時30分，聯合颱風警報中心對其發佈熱帶氣旋形成警報，並對其評級提升為「HIGH」。上午8時，日本氣象廳對其發出烈風警報。下午2時，聯合颱風警報中心將其升格為熱帶低氣壓，並給予編號02W。
2月8日上午2時，日本氣象廳將其升格為熱帶風暴，並命名為海高斯。同時，聯合颱風警報中心將其升格為熱帶風暴。
2月9日上午2時，日本氣象廳將其升格為強烈熱帶風暴。同時，聯合颱風警報中心將其升格為颱風。下午8時，日本氣象廳將其升格為颱風。同時，聯合颱風警報中心將海高斯的強度上調至薩菲爾-辛普森颶風等級之下的二級颱風級別。
2月10日上午2時，聯合颱風警報中心將其強度下調至薩菲爾-辛普森颶風等級之下的一級颱風級別，但事後將此次降格取消。下午2時，聯合颱風警報中心將其強度上調至薩菲爾-辛普森颶風等級之下的三級颱風級別，而事後更調整為四級颱風。
2月11日上午5時，日本氣象廳將其降格為強烈熱帶風暴。同時，聯合颱風警報中心直接將其降格為颱風。下午2時，日本氣象廳將其降格為熱帶風暴。同時，聯合颱風警報中心將其降格為熱帶風暴。下午8時，聯合颱風警報中心將其降格為熱帶低氣壓，並對其發出最後的警報。
2月12日上午2時，日本氣象廳將其降格為熱帶低氣壓。
2月13日下午2時，日本氣象廳認為海高斯已經併入鋒面。
海高斯一度是日本氣象廳有記錄以來，北半球2月份最強的熱帶氣旋，但記錄已被2019年颱風蝴蝶打破。
日本氣象廳在事後發佈的最佳路徑中，把海高斯的強度向下修訂，接近中心最高持續風速下調為90節，中心最低氣壓上調至940hPa。

### 熱帶風暴巴威（Bavi）
PAGASA: Betty
2015年3月6日，一個低壓區在吉里巴斯東北方海面上生成，美國海軍研究實驗室給予擾動編號97W。
3月9日上午7時30分，聯合颱風警報中心對其在24小時內形成為熱帶氣旋的機會給予「LOW」的評級。
3月10日下午2時，聯合颱風警報中心對其評級提升為「MEDIUM」。同時，日本氣象廳將其升格為熱帶低氣壓。
3月11日上午8時，日本氣象廳對其發出烈風警報。下午1時，聯合颱風警報中心對其發佈熱帶氣旋形成警報，並對其評級提升為「HIGH」。下午8時，聯合颱風警報中心將其升格為熱帶低氣壓，並給予編號03W。
3月12日上午2時，日本氣象廳將其升格為熱帶風暴，並命名為巴威。
同時，聯合颱風警報中心將其升格為熱帶風暴。
3月17日上午11時，菲律賓大氣地球物理和天文服務管理局將已進入責任範圍的巴威評級為熱帶風暴，並命名為Betty（貝蒂），開始發佈第一報熱帶氣旋資訊。
3月17日下午8時，聯合颱風警報中心將其降格為熱帶低氣壓。
3月18日上午2時，日本氣象廳將其降格為熱帶低氣壓。上午8時，聯合颱風警報中心對其發出最後的警報。
3月19日上午5時，菲律賓大氣地球物理和天文服務管理局將其降格為低壓區，並發佈最後一報（第5報）熱帶氣旋資訊。
3月23日下午8時，日本氣象廳認為巴威已經逐漸消散。

### 颱風美莎克（Maysak）
PAGASA: Chedeng
美莎克曾是北半球有氣象紀錄以來，1至4月份最強的熱帶氣旋，其接近中心最高持續風速及中心氣壓均超越了1989年颱風安迪的紀錄，但紀錄已被2021年颱風舒力基所打破；美莎克亦是日本氣象廳有記錄以來，其中一個於3月及4月份達到「猛烈的」颱風評級的熱帶氣旋。若依香港天文台評級，美莎克是當年第2個達到超強颱風級別的熱帶氣旋（第1個為2月颱風海高斯），顯示當年是香港天文台於2009年使用新熱帶氣旋分級制，新增「強颱風」及「超強颱風」級別以來，首個於4月或之前出現兩個超強颱風的風季。雖然美莎克的移動路徑符合西北太平洋颱風季的「西進型」風暴，由西北太平洋長驅直進，經菲律賓移入南海；但是這種路徑一般在6月至10月出現，美莎克於4月採取這種路徑，情況甚為罕見。結果美莎克成為2008年颱風浣熊以來首個於4月進入南海北部的風暴，而當時的南海環境惡劣，危害熱帶氣旋的發展，美莎克最終在南海北部上空被東北季候風擊潰而減弱消散，情況類近於11月進入南海北部的熱帶氣旋。

### 熱帶風暴海神（Haishen）
2015年3月30日，一個低壓區在波納佩東南方海面上生成，美國海軍研究實驗室給予擾動編號99W。
3月31日下午2時，聯合颱風警報中心對其在24小時內形成為熱帶氣旋的機會給予「LOW」的評級。
4月2日上午7時30分，聯合颱風警報中心對其評級提升為「MEDIUM」。下午1時30分，聯合颱風警報中心對其發佈熱帶氣旋形成警報，並對其評級提升為「HIGH」。
4月3日上午8時，日本氣象廳將其升格為熱帶低氣壓。同時，聯合颱風警報中心將其升格為熱帶低氣壓，並給予編號05W。
4月4日上午8時，日本氣象廳對其發出烈風警報。同時，聯合颱風警報中心將其升格為熱帶風暴。下午2時，日本氣象廳將其升格為熱帶風暴，並命名為海神。
4月6日上午2時，聯合颱風警報中心將其降格為熱帶低氣壓。上午8時，日本氣象廳將其降格為熱帶低氣壓。下午8時，日本氣象廳將其降格為低壓區。同時，聯合颱風警報中心對其發出最後的警報。

### 颱風紅霞（Noul）
PAGASA: Dodong
2015年4月30日，一個低壓區在楚克附近海面上生成，美國海軍研究實驗室給予擾動編號92W。下午10時，聯合颱風警報中心對其在24小時內形成為熱帶氣旋的機會給予「LOW」的評級。
5月2日上午3時，聯合颱風警報中心對其評級提升為「MEDIUM」。下午2時，日本氣象廳將其升格為熱帶低氣壓。下午4時30分，聯合颱風警報中心對其發佈熱帶氣旋形成警報，並對其評級提升為「HIGH」。下午8時，日本氣象廳對其發出烈風警報。
5月3日上午8時，聯合颱風警報中心將其升格為熱帶低氣壓，並給予編號06W。
5月4日上午2時，日本氣象廳將其升格為熱帶風暴，並命名為紅霞。同時，聯合颱風警報中心將其升格為熱帶風暴。
5月6日上午2時，日本氣象廳將其升格為強烈熱帶風暴。同時，聯合颱風警報中心將其升格為颱風。下午8時，日本氣象廳將其升格為颱風。
5月7日上午8時，聯合颱風警報中心將紅霞的強度上調至薩菲爾-辛普森颶風等級之下的二級颱風級別。下午8時，聯合颱風警報中心將其強度上調至薩菲爾-辛普森颶風等級之下的三級颱風級別。
5月9日上午8時，聯合颱風警報中心一度將紅霞的強度下調至95節，即薩菲爾-辛普森颶風等級之下的二級颱風級別，但於下午2時重新提升至105節。下午8時，聯合颱風警報中心將紅霞的強度上調至薩菲爾-辛普森颶風等級之下的四級颱風級別。
5月10日上午2時，聯合颱風警報中心將其升格為超級颱風。上午8時，聯合颱風警報中心將紅霞的強度上調至薩菲爾-辛普森颶風等級之下的五級颱風級別。
5月11日上午2時，聯合颱風警報中心將其降格為颱風。
5月12日上午8時，聯合颱風警報中心將其降格為熱帶風暴。上午11時，日本氣象廳將其降格為強烈熱帶風暴。下午2時，聯合颱風警報中心對其發出最後的警報。下午5時，日本氣象廳認為紅霞已經轉化為溫帶氣旋。
日本氣象廳在事後發佈的最佳路徑中，把紅霞的強度向上修訂，接近中心最高持續風速上調為110節，但中心最低氣壓反而上調至920hPa。

### 颱風白海豚（Dolphin）
2015年5月3日，一個低壓區在波納佩南方海面上生成，美國海軍研究實驗室給予擾動編號93W。
5月5日上午8時，聯合颱風警報中心對其在24小時內形成為熱帶氣旋的機會評級為「LOW」。晚上10時30分，聯合颱風警報中心對其評級提升為「MEDIUM」。
5月6日下午2時，日本氣象廳將其升格為熱帶低氣壓。下午5時30分，聯合颱風警報中心對其發佈熱帶氣旋形成警報，並對其評級提升為「HIGH」。晚上8時，日本氣象廳對其發出烈風警報。
5月7日上午2時，聯合颱風警報中心將其升格為熱帶低氣壓，並給予編號07W。
5月8日下午8時，聯合颱風警報中心將其升格為熱帶風暴。
5月9日下午8時，日本氣象廳將其升格為熱帶風暴，並命名為白海豚。
5月12日上午8時，日本氣象廳將其升格為強烈熱帶風暴。
5月13日上午8時，聯合颱風警報中心將其升格為颱風。下午2時，日本氣象廳將其升格為颱風。下午8時，聯合颱風警報中心將白海豚的強度上調至薩菲爾-辛普森颶風等級之下的二級颱風級別。
5月16日上午2時，聯合颱風警報中心將其強度上調至薩菲爾-辛普森颶風等級之下的三級颱風級別。上午8時，聯合颱風警報中心將其強度上調至薩菲爾-辛普森颶風等級之下的四級颱風級別。下午2時，聯合颱風警報中心將其升格為超級颱風。
5月17日上午2時，聯合颱風警報中心將其強度上調至薩菲爾-辛普森颶風等級之下的五級颱風級別。下午8時，聯合颱風警報中心將其降格為颱風。
5月19日下午8時，聯合颱風警報中心將其降格為熱帶風暴，並對其發出最後的警報。
5月20日上午8時，日本氣象廳將其降格為強烈熱帶風暴。
5月21日上午2時，日本氣象廳認為白海豚已經轉化為溫帶氣旋。

### 熱帶風暴鯨魚（Kujira）
2015年6月18日，一個低壓區在南海中部的季風槽內生成。上午8時，美國海軍研究實驗室給予擾動編號91W。
6月19日上午4時，聯合颱風警報中心對其在24小時內形成為熱帶氣旋的機會評級為「LOW」。下午2時，聯合颱風警報中心對其評級提升為「MEDIUM」。
6月20日上午2時，日本氣象廳將其升格為熱帶低氣壓。上午11時，聯合颱風警報中心對其發佈熱帶氣旋形成警報，並對其評級提升為「HIGH」。下午2時，日本氣象廳對其發出烈風警報。下午8時，聯合颱風警報中心將其升格熱帶低氣壓，並給予編號08W。
6月21日上午8時，日本氣象廳將其升格為熱帶風暴，並命名為鯨魚。
6月22日上午8時，聯合颱風警報中心將其升格為熱帶風暴。
6月23日上午8時，聯合颱風警報中心將其降格為熱帶低氣壓。下午2時，聯合颱風警報中心再次將其升格為熱帶風暴。
6月24日上午2時，聯合颱風警報中心再次將其降格為熱帶低氣壓，並發出最後的警報。
6月25日上午2時，日本氣象廳將其降格為熱帶低氣壓。下午8時，日本氣象廳認為鯨魚已經逐漸消散。
日本氣象廳在事後發佈的最佳路徑中，把鯨魚的強度向上修訂，接近中心最高持續風速上調為45節。

### 颱風燦鴻（Chan-hom）
PAGASA: Falcon
2015年6月25日，一個低壓區於科斯雷南方海面上生成。正午12時，美國海軍研究實驗室給予擾動編號95W。下午9時30分，聯合颱風警報中心對該系統在24小時內形成為熱帶氣旋的機會評級為「LOW」。
6月27日上午5時30分，聯合颱風警報中心對該系統評級提升為「MEDIUM」。
6月30日上午6時30分，聯合颱風警報中心對該系統發佈熱帶氣旋形成警報，並對其評級提升為「HIGH」。上午8時，日本氣象廳將其升格為熱帶低氣壓，並對其發出烈風警報。下午8時30分，聯合颱風警報中心將其升格為熱帶低氣壓，並給予編號09W。下午8時，日本氣象廳將其升格為熱帶風暴，並命名為燦鴻。
7月1日上午2時，聯合颱風警報中心將其升格為熱帶風暴。
7月2日上午2時，日本氣象廳將其升格為強烈熱帶風暴。下午8時，聯合颱風警報中心將其升格為颱風。下午11時，日本氣象廳將其升格為颱風。
7月3日上午8時，日本氣象廳將其降格為強烈熱帶風暴。同時，聯合颱風警報中心將其降格為熱帶風暴。下午8時，日本氣象廳將其降格為熱帶風暴。
7月6日上午2時，日本氣象廳再次將其升格為強烈熱帶風暴。下午8時，聯合颱風警報中心再次將其升格為颱風。
7月7日上午2時，日本氣象廳再次將其升格為颱風。
7月8日下午2時，聯合颱風警報中心將燦鴻的強度上調至薩菲爾-辛普森颶風等級之下的二級颱風級別。
7月9日下午8時，聯合颱風警報中心將其強度上調至薩菲爾-辛普森颶風等級之下的三級颱風級別。
7月10日上午2時，聯合颱風警報中心將其強度上調至薩菲爾-辛普森颶風等級之下的四級颱風級別。
7月12日上午2時，日本氣象廳將其降格為強烈熱帶風暴。上午8時，聯合颱風警報中心將其降格為熱帶風暴。
7月13日上午2時，聯合颱風警報中心將其降格為熱帶低氣壓，並發出最後的警報。上午8時，日本氣象廳認為燦鴻已經轉化為溫帶氣旋。

### 強烈熱帶風暴蓮花（Linfa）
PAGASA: Egay
2015年6月30日，一個低壓區在帛琉西北方海面上生成。同日，美國海軍研究實驗室給予擾動編號96W。
7月1日上午8時，日本氣象廳將其升格為熱帶低氣壓。下午2時，聯合颱風警報中心認為該系統在24小時內形成為熱帶氣旋的機會評級為「LOW」。下午2時，聯合颱風警報中心對其評級提升為「MEDIUM」。
7月2日上午1時30分，聯合颱風警報中心對該系統發佈熱帶氣旋形成警報，並對其評級提升為「HIGH」。上午2時，日本氣象廳對其發出烈風警報。上午8時，聯合警報中心將其升格為熱帶低氣壓，並給予編號10W。下午8時，日本氣象廳將其升格為熱帶風暴，並命名為蓮花。
7月3日上午2時，聯合警報中心將其升格為熱帶風暴。下午2時，日本氣象廳將其升格為強烈熱帶風暴。
7月5日上午11時，日本氣象廳將其降格為熱帶風暴。
7月7日下午2時，日本氣象廳再次將其升格為強烈熱帶風暴。
7月9日上午2時，聯合颱風警報中心將其升格為颱風。下午2時，聯合颱風警報中心將其降格為熱帶風暴。下午11時，日本氣象廳將其降格為熱帶風暴。
7月10日上午2時，聯合颱風警報中心對其發出最後的警報。上午8時，日本氣象廳將其降格為熱帶低氣壓。下午8時，日本氣象廳認為蓮花已經逐漸消散。
日本氣象廳在事後發佈的最佳路徑中，把蓮花的強度向下修訂，接近中心最高持續風速下調為50節，中心最低氣壓上調至980hPa。

### 颱風浪卡（Nangka）
2015年7月1日，一個低壓區在馬紹爾群島東南方海面上生成。同日，美國海軍研究實驗室給予擾動編號97W。下午2時，聯合颱風警報中心認為該系統在24小時內形成為熱帶氣旋的機會評級為「LOW」。
7月3日上午7時，聯合颱風警報中心對該系統評級提升為「MEDIUM」。上午8時，日本氣象廳將其升格為熱帶低氣壓，並對其發出烈風警報。下午1時30分，聯合颱風警報中心對其發佈熱帶氣旋形成警報，並對其評級提升為「HIGH」。下午8時，聯合颱風警報中心將其升格為熱帶低氣壓，並給予編號11W。
7月4日上午2時，日本氣象廳將其升格為熱帶風暴，並命名為浪卡。上午8時，聯合颱風警報中心將其升格為熱帶風暴。
7月5日下午8時，日本氣象廳將其升格為強烈熱帶風暴。
7月6日下午2時，聯合颱風警報中心將其升格為颱風。下午8時，日本氣象廳將其升格為颱風。
7月7日上午2時，聯合颱風警報中心將浪卡的強度上調至薩菲爾-辛普森颶風等級之下的二級颱風級別。下午2時，聯合颱風警報中心將其強度上調至薩菲爾-辛普森颶風等級之下的三級颱風級別。下午8時，聯合颱風警報中心將其強度上調至薩菲爾-辛普森颶風等級之下的四級颱風級別。
7月9日下午8時，聯合颱風警報中心將其升格為超級颱風。
7月10日下午8時，聯合颱風警報中心將其降格為颱風。
7月12日下午8時，聯合颱風警報中心再次將其強度上調至薩菲爾-辛普森颶風等級之下的二級颱風級別。
7月13日上午8時，聯合颱風警報中心再次將其強度上調至薩菲爾-辛普森颶風等級之下的三級颱風級別。
7月17日上午2時，聯合颱風警報中心將其降格為熱帶風暴。上午5時，日本氣象廳將其降格為強烈熱帶風暴。上午8時，日本氣象廳將其降格為熱帶風暴。
7月18日上午2時，日本氣象廳將其降格為熱帶低氣壓。同時，聯合颱風警報中心將其降格為熱帶低氣壓。上午8時，聯合颱風警報中心對其發出最後的警報。
7月19日上午2時，日本氣象廳認為浪卡已經併入鋒面。

### 颱風哈洛拉（Halola）
PAGASA: Goring 
2015年7月13日上午5時，位於中北太平洋的哈洛拉越過國際日期變更線進入西北太平洋海域，因此改由日本氣象廳（JMA）發報。上午8時20分，日本氣象廳將其評定為強烈熱帶風暴，沿用中太平洋名稱哈洛拉。同時，聯合颱風警報中心將其評定為熱帶風暴。
7月14日上午8時，日本氣象廳將其升格為颱風。同時，聯合颱風警報中心將其升格為颱風。下午2時，聯合颱風警報中心將哈洛拉的強度上調至薩菲爾-辛普森颶風等級之下的二級颱風級別。
7月16日上午11時，日本氣象廳將其降格為強烈熱帶風暴。下午8時，聯合颱風警報中心將其降格為熱帶風暴。
7月17日上午2時，日本氣象廳將其降格為熱帶風暴。
7月18日上午8時，聯合颱風警報中心將其降格為熱帶低氣壓。下午2時，日本氣象廳將其降格為熱帶低氣壓。
7月19日下午2時，日本氣象廳對其發出烈風警報。
7月20日上午8時，日本氣象廳再次將其升格為熱帶風暴。下午2時，日本氣象廳再次將其升格為強烈熱帶風暴。
7月21日上午8時，日本氣象廳再次將其升格為颱風。下午2時，聯合颱風警報中心再次將其升格為颱風。
7月23日上午2時，聯合颱風警報中心再次將其強度上調至薩菲爾-辛普森颶風等級之下的二級颱風級別。
7月24日上午2時，聯合颱風警報中心將其強度下調至薩菲爾-辛普森颶風等級之下的一級颱風級別。
7月25日下午2時，聯合颱風警報中心將其降格為熱帶風暴。下午6時，日本氣象廳將其降格為強烈熱帶風暴。
7月26日下午5時，日本氣象廳將其降格為熱帶風暴。下午8時，日本氣象廳將其降格為熱帶低氣壓。同時，聯合颱風警報中心將其降格為熱帶低氣壓，並對其發出最後的警報。
7月27日上午8時，日本氣象廳認為哈洛拉已經逐漸消散。

### 颱風蘇迪羅（Soudelor）
PAGASA: Hanna
2015年7月28日，一個低壓區在馬紹爾群島東北方海面上生成。同日，美國海軍研究實驗室給予擾動編號93W。
7月29日上午6時30分，聯合颱風警報中心對其在24小時內形成為熱帶氣旋的機會給予「LOW」的評級。下午2時，聯合颱風警報中心對其評級提升為「MEDIUM」。下午10時30分，聯合颱風警報中心對其評級提升為「HIGH」，並對其發布熱帶氣旋形成警報。
7月30日凌晨2時，日本氣象廳將其升格為熱帶低氣壓。上午8時，日本氣象廳對其發出烈風警報。下午2時，聯合颱風警報中心將其升格為熱帶低氣壓，並給予編號13W。下午8時，日本氣象廳將其升格為熱帶風暴，並命名為蘇迪羅。同時，聯合颱風警報中心將其升格為熱帶風暴。
8月2日上午2時，日本氣象廳將其升格為強烈熱帶風暴。下午2時，日本氣象廳將其升格為颱風。同時，聯合颱風警報中心亦將其升格為颱風。下午8時，聯合颱風警報中心將其強度上調至薩菲爾-辛普森颶風等級之下的二級颱風級別。
8月3日上午2時，聯合颱風警報中心將其強度上調至薩菲爾-辛普森颶風等級之下的三級颱風級別。上午8時，聯合颱風警報中心將其強度上調至薩菲爾-辛普森颶風等級之下的四級颱風級別。下午8時，聯合颱風警報中心將其升格為超級颱風。
8月4日上午2時，聯合颱風警報中心將其強度上調至薩菲爾-辛普森颶風等級之下的五級颱風級別。
8月5日上午8時，聯合颱風警報中心將其降格為颱風。
8月8日上午4時40分，臺灣中央氣象局表示蘇迪勒在臺灣花蓮縣秀林鄉立霧溪口登陸。
8月9日上午2時，日本氣象廳將其降格為強烈熱帶風暴。同時，聯合颱風警報中心將其降格為熱帶風暴，並對其發出最後的警報。上午8時，日本氣象廳將其降格為熱帶風暴。下午8時，日本氣象廳將其降格為熱帶低氣壓。
8月11日下午2時，日本氣象廳認為蘇迪羅已經併入鋒面，並轉化為溫帶氣旋。

### 熱帶風暴莫拉菲（Molave）
2015年8月5日，一個低壓區在北馬里亞納群島東方海面上生成。同日，美國海軍研究實驗室給予擾動編號96W。下午8時，日本氣象廳將其升格為熱帶低氣壓。下午11時，聯合颱風警報中心認為該系統在24小時內形成為熱帶氣旋的機會評級為「LOW」。
8月6日早上6時半，聯合颱風警報中心對該系統評級提升為「MEDIUM」。下午1時半，聯合颱風警報中心對其評級提升為「HIGH」，並對其發佈熱帶氣旋形成警報。下午2時，日本氣象廳對其發出烈風警報。
8月7日上午8時，聯合颱風警報中心將其升格為熱帶低氣壓，並給予編號15W。下午8時，日本氣象廳將其升格為熱帶風暴，並命名為莫拉菲。
8月8日下午2時，聯合颱風警報中心將其升格為熱帶風暴。
8月9日下午8時，聯合颱風警報中心將其降格為亞熱帶低氣壓，並對其發出最後警報。
8月11日下午2時，聯合颱風警報中心將其評定為熱帶風暴，並重新發報，最高一分鐘平均風速為45節，隨後又把強度調整為50節。
8月14日上午2時，聯合颱風警報中心對其發出最後的警報。上午8時，日本氣象廳認為莫拉菲已經轉化為溫帶氣旋。

### 颱風天鵝（Goni）
PAGASA: Ineng
2015年8月11日，一個低壓區在波納佩東北方海面上生成。同日，美國海軍研究實驗室給予擾動編號97W。
8月12日上午4時半，聯合颱風警報中心認為該系統在24小時內形成為熱帶氣旋的機會評級為「LOW」。
8月13日上午10時，聯合颱風警報中心對該系統評級提升為「MEDIUM」。
8月14日上午1時半，聯合颱風警報中心對其評級提升為「HIGH」，並對其發佈熱帶氣旋形成警報。上午2時，日本氣象廳將其升格為熱帶低氣壓，並對其發出烈風警報。上午8時，聯合颱風警報中心將其升格為熱帶低氣壓，並給予編號16W。
8月15日上午2時，日本氣象廳將其升格為熱帶風暴，並命名為天鵝。
8月16日上午2時，日本氣象廳將其升格為強烈熱帶風暴。下午2時，聯合颱風警報中心將其升格為颱風。晚上11時，日本氣象廳將其升格為颱風。下午8時，聯合颱風警報中心直接將其強度上調至薩菲爾-辛普森颶風等級之下的二級颱風級別。
8月17日上午8時，聯合颱風警報中心直接將其強度上調至薩菲爾-辛普森颶風等級之下的四級颱風級別。
8月19日上午2時，聯合颱風警報中心再次將其強度上調至薩菲爾-辛普森颶風等級之下的四級颱風級別。
8月24日上午2時，聯合颱風警報中心又再次將其強度上調至薩菲爾-辛普森颶風等級之下的四級颱風級別。
8月25日下午5時，日本氣象廳將其降格為強烈熱帶風暴。下午8時，聯合國颱風警報中心將其降格為熱帶風暴，並對其發出最後的警告。下午11時，日本氣象廳將其降格為熱帶風暴。
8月26日上午5時，日本氣象廳認為天鵝已經轉化為溫帶氣旋。
日本氣象廳在事後發佈的最佳路徑中，把天鵝的強度向上修訂，接近中心最高持續風速上調為100節。

### 颱風艾莎尼（Atsani）
2015年8月12日，一個低壓區在馬紹爾群島北方海面上生成。早上7時，美國海軍研究實驗室給予擾動編號98W。下午2時，聯合颱風警報中心認為該系統在24小時內形成為熱帶氣旋的機會評級為「LOW」。
8月13日晚上11時，聯合颱風警報中心對該系統評級提升為「MEDIUM」。
8月14日上午3時半，聯合颱風警報中心對其評級提升為「HIGH」，並對其發佈熱帶氣旋形成警報。下午2時，日本氣象廳將其升格為熱帶低氣壓，並對其發出烈風警報。同時，聯合颱風警報中心將其升格為熱帶低氣壓，並給予編號17W。
8月15日上午2時，日本氣象廳將其升格為熱帶風暴，並命名為艾莎尼。
8月16日下午2時，日本氣象廳將其升格為強烈熱帶風暴。同時，聯合颱風警報中心將其升格為颱風。下午8時，日本氣象廳將其升格為颱風。
8月17日下午2時，聯合颱風警報中心將其強度上調至薩菲爾-辛普森颶風等級之下的二級颱風級別。
8月18日上午2時，聯合颱風警報中心將其強度上調至薩菲爾-辛普森颶風等級之下的三級颱風級別。上午8時，聯合颱風警報中心將其強度上調至薩菲爾-辛普森颶風等級之下的四級颱風級別。
8月19日上午8時，聯合颱風警報中心將其升格為超級颱風。下午2時，聯合颱風警報中心將其強度上調至薩菲爾-辛普森颶風等級之下的五級颱風級別。
8月21日上午2時，聯合颱風警報中心將其降格為颱風。
8月24日下午8時，日本氣象廳將其降格為強烈熱帶風暴。同時，聯合颱風警報中心將其降格為熱帶風暴。
8月25日上午8時，聯合颱風警報中心對其發出最後警報。下午5時，日本氣象廳認為艾莎尼已轉化為溫帶氣旋。

### 颱風奇羅（Kilo）
2015年9月1日下午2時，位於中北太平洋的基洛越過國際日期變更線進入西北太平洋海域，因此改由日本氣象廳（JMA）發報。下午3時20分，日本氣象廳將其評定為颱風，沿用中太平洋名稱基洛。同時，聯合颱風警報中心將其評定為颱風。
9月4日上午2時，聯合颱風警報中心將其強度上調至薩菲爾-辛普森颶風等級之下的二級颱風級別。
9月7日上午2時，聯合颱風警報中心再次將其強度上調至薩菲爾-辛普森颶風等級之下的二級颱風級別。
9月9日下午8時，日本氣象廳將其降格為強烈熱帶風暴。
9月10日上午2時，聯合颱風警報中心將其降格為熱帶風暴。
9月11日上午8時，聯合颱風警報中心對其發出最後的警報。下午8時，日本氣象廳認為基洛已轉化為溫帶氣旋。
日本氣象廳在事後發佈的最佳路徑中，把基洛的強度向下修訂，接近中心最高持續風速下調為80節，中心最低氣壓上調至950hPa。

### 強烈熱帶風暴艾濤（Etau）
2015年9月2日，一個低壓區在北馬里亞納群島西北方的低壓槽內生成，同日，美國海軍研究實驗室給予擾動編號92W。
9月5日下午1時，聯合颱風警報中心認為該系統在24小時內形成為熱帶氣旋的機會評級為「LOW」。下午8時，日本氣象廳將其升格為熱帶低氣壓。
9月6日下午3時，日本氣象廳對其發出烈風警報。同時，聯合颱風警報中心對其在24小時內形成為熱帶氣旋的機會直接評級為「HIGH」，並發出熱帶氣旋形成警報。
9月7日上午2時，日本氣象廳將其升格為熱帶風暴，並命名為艾濤。同時，聯合颱風警報中心將其升格為熱帶低氣壓，並給予編號18W。下午8時，聯合颱風警報中心將其升格為熱帶風暴。
9月8日下午5時，日本氣象廳將其升格為強烈熱帶風暴。
9月9日上午8時，日本氣象廳將其降格為熱帶風暴。下午2時，聯合颱風警報中心對其發出最後的警告。下午8時，日本氣象廳認為艾濤已轉化為溫帶氣旋。

### 熱帶風暴環高（Vamco）
2015年9月11日，一個低壓區在南海中部生成。上午1時，美國海軍研究實驗室給予擾動編號95W。上午11時，聯合颱風警報中心對其在24小時內形成為熱帶氣旋的機會給予「LOW」的評級。
9月13日下午1時，聯合颱風警報中心對其在24小時內形成為熱帶氣旋的機會給予「MEDIUM」的評級。下午2時，日本氣象廳將其升格為熱帶低氣壓，並對其發出烈風警報。下午7時，聯合颱風警報中心對其在24小時內形成為熱帶氣旋的機會給予「HIGH」的評級，並對其發出熱帶氣旋形成警報。下午8時，聯合颱風警報中心將其升格為熱帶低氣壓，並給予編號19W。
9月14日上午2時，日本氣象廳將其升格為熱帶風暴，並命名為環高。同時，聯合颱風警報中心將其升格為熱帶風暴。下午8時，聯合颱風警報中心對其發布最後的警報。
9月15日上午8時，日本氣象廳將其降格為熱帶低氣壓。下午2時，日本氣象廳認為環高已經逐漸消散。
日本氣象廳在事後發佈的最佳路徑中，把環高的強度向下修訂，中心最低氣壓上調至998hPa。

### 颱風科羅旺（Krovanh）
2015年9月13日，一個低壓區在北馬里亞納群島東方海面生成。同日，美國海軍研究實驗室給予擾動編號96W。
9月14日午夜12時，聯合颱風警報中心對其在24小時內形成為熱帶氣旋的機會給予「LOW」的評級。上午2時，日本氣象廳將其升格為熱帶低氣壓。上午3時，聯合颱風警報中心對其在24小時內形成為熱帶氣旋的機會直接評級為「HIGH」，並發出熱帶氣旋形成警報。上午8時，日本氣象廳對其發出烈風警報。
9月15日上午2時，聯合颱風警報中心將其升格為熱帶低氣壓，並給予編號20W。
9月16日上午2時，日本氣象廳將其升格為熱帶風暴，並命名為科羅旺。同時，聯合颱風警報中心將其升格為熱帶風暴。上午11時，日本氣象廳將其升格為強烈熱帶風暴。
9月17日上午2時，日本氣象廳將其升格為颱風。同時，聯合颱風警報中心亦將其升格為颱風。下午8時，聯合颱風警報中心將其強度上調至薩菲爾-辛普森颶風等級之下的二級颱風級別。
9月18日上午2時，聯合颱風警報中心將其強度上調至薩菲爾-辛普森颶風等級之下的三級颱風級別。
9月19日下午8時，聯合颱風警報中心將其降格為熱帶風暴。
9月20日上午2時，日本氣象廳將其降格為強烈熱帶風暴。同時，聯合颱風警報中心降其降格為熱帶風暴。下午8時，日本氣象廳將其降格為熱帶風暴。同時，聯合颱風警報中心對其發佈最後的警報。
9月21日上午2時，日本氣象廳認為科羅旺已經轉化為溫帶氣旋。

### 超強颱風杜鵑（Dujuan）
PAGASA: Jenny
2015年9月15日，一個低壓區在關島東北方海面上生成，上午8時，美國海軍研究實驗室給予擾動編號97W。
9月17日上午5時，聯合颱風警報中心對其在24小時內形成為熱帶氣旋的機會給予「LOW」的評級。
9月19日下午3時，聯合颱風警報中心對其在24小時內形成為熱帶氣旋的機會提升至「MEDIUM」的評級。
9月20日上午2時，聯合颱風警報中心對其在24小時內形成為熱帶氣旋的機會提升至「HIGH」的評級，並發佈熱帶氣旋形成警報。上午8時，日本氣象廳將其升格為熱帶低氣壓。
9月21日上午2時，聯合颱風警報中心將其升格為熱帶低氣壓，並給予編號21W。下午8時，日本氣象廳對其發出烈風警報。
9月22日下午8時，日本氣象廳將其升格為熱帶風暴，並命名為杜鵑。
9月23日上午8時，聯合颱風警報中心將其升格為熱帶風暴。
9月24日下午2時，日本氣象廳將其升格為強烈熱帶風暴。
9月25日上午8時，聯合颱風警報中心將其升格為颱風。下午2時，日本氣象廳將其升格為颱風。
9月25日上午8時，聯合颱風警報中心將其上調至薩菲爾-辛普森颶風等級之下的二級颱風級別。下午8時，聯合颱風警報中心將其升格為三級颱風。
9月26日上午8時，聯合颱風警報中心將其上調至薩菲爾-辛普森颶風等級之下的四級颱風級別。
9月29日上午2時，聯合颱風警報中心對其最後的警報。上午8時，日本氣象廳將其降格為強烈熱帶風暴，下午2時，日本氣象廳將其降格為熱帶風暴。下午8時，日本氣象廳將其降格為熱帶低氣壓。
9月30日下午8時，日本氣象廳認為杜鵑已經併入鋒面。

### 強颱風彩虹（Mujigae）
PAGASA: Kabayan
2015年9月28日，一個低壓區在雅浦島西北方海面上生成。上午12時，美國海軍研究實驗室給予擾動編號90W。
9月29日上午2時，聯合颱風警報中心對其在24小時內形成為熱帶氣旋的機會直接給予「MEDIUM」的評級。上午5時，聯合颱風警報中心對其在24小時內形成為熱帶氣旋的機會給予「HIGH」的評級，並對其發出熱帶氣旋形成警報。
10月1日上午2時，日本氣象廳將其升格為熱帶低氣壓。同時，聯合颱風警報中心將其升格為熱帶低氣壓，並給予編號22W。下午3時25分，日本氣象廳對其發出烈風警報。下午8時，聯合颱風警報中心將其升格為熱帶風暴。
10月2日上午2時，日本氣象廳將其升格為熱帶風暴，並命名為彩虹。同時，聯合颱風警報中心將其降格為熱帶低氣壓。下午2時，聯合颱風警報中心再次將其升格為熱帶風暴。
10月3日上午2時，日本氣象廳將其升格為強烈熱帶風暴。下午8時，日本氣象廳將其升格為颱風。同時，聯合颱風警報中心將其升格為颱風。
10月4日上午2時，聯合颱風警報中心將其強度上調至薩菲爾-辛普森颶風等級之下的二級颱風級別。下午2時，聯合颱風警報中心直接將其強度上調至薩菲爾-辛普森颶風等級之下的四級颱風級別。下午8時，聯合颱風警報中心對其發出最後的警告。下午11時，日本氣象廳將其降格為強烈熱帶風暴。
10月5日上午5時，日本氣象廳將其降格為熱帶風暴。上午8時，日本氣象廳將其降格為熱帶低氣壓。下午8時，日本氣象廳認為彩虹已經逐漸消散。

### 強烈熱帶風暴彩雲（Choi-wan）
2015年9月27日，一個低壓區在馬紹爾群島北方海面生成。上午11時，美國海軍研究實驗室給予擾動編號99W。
9月29日午夜12時，聯合颱風警報中心對該系統在24小時內形成為熱帶氣旋的機會給予「LOW」的評級。
9月30日上午8時，聯合颱風警報中心對其評級提升為「MEDIUM」。
10月1日下午8時，日本氣象廳將其升格為熱帶低氣壓，並對其發出烈風警報。
10月2日上午6時，聯合颱風警報中心將其評級提升為「HIGH」，並發出熱帶氣旋形成警報。下午2時，日本氣象廳將其升格為熱帶風暴，並命名為彩雲。
10月3日上午2時，聯合颱風警報中心將其升格為熱帶低氣壓，並給予編號24W。上午8時，聯合颱風警報中心將其升格為熱帶風暴。
10月4日上午2時，日本氣象廳將其升格為強烈熱帶風暴。
10月5日上午2時，日本氣象廳將其降格為熱帶風暴。下午8時，日本氣象廳再次將其升格為強烈熱帶風暴。
10月6日下午2時，聯合颱風警報中心將其升格為颱風。
10月7日下午8時，聯合颱風警報中心將其降格為熱帶風暴。
10月8日上午2時，聯合颱風警報中心對其發出最後的警告。上午11時，日本氣象廳認為彩雲已經轉化為溫帶氣旋。

### 颱風巨爵（Koppu）
PAGASA: Lando
2015年10月11日，一個低壓區於在楚克東北方海面上生成。同日，美國海軍研究實驗室給予擾動編號91W。上午8時，日本氣象廳將其升格為熱帶低氣壓。
10月12日上午2時，日本氣象廳對其發出烈風警報。上午8時，聯合颱風警報中心對其在24小時內形成為熱帶氣旋的機會提升至「HIGH」的評級，並發佈熱帶氣旋形成警報。
10月13日上午8時，聯合颱風警報中心將其升格為熱帶低氣壓，並給予編號24W。下午8時，日本氣象廳將其升格為熱帶風暴，並命名為巨爵。同時，聯合颱風警報中心將其升格為熱帶風暴。
10月15日下午2時，日本氣象廳將其升格為強烈熱帶風暴。下午11時，日本氣象廳將其升格為颱風。
10月16日上午2時，聯合颱風警報中心將其升格為颱風。下午2時，聯合颱風警報中心將其強度上調至薩菲爾-辛普森颶風等級之下的二級颱風級別。
10月17日上午8時，聯合颱風警報中心將其強度上調至薩菲爾-辛普森颶風等級之下的三級颱風級別。下午2時，聯合颱風警報中心將其強度上調至薩菲爾-辛普森颶風等級之下的四級颱風級別。下午8時，聯合颱風警報中心將其升格為超級颱風。
10月18日上午8時，聯合颱風警報中心將其降格為颱風。
10月19日上午8時，日本氣象廳將其降格為強烈熱帶風暴。下午8時，聯合颱風警報中心將其降格為熱帶風暴。
10月20日上午2時，日本氣象廳將其降格為熱帶風暴。
10月21日上午8時，聯合颱風警報中心將其降格為熱帶低氣壓，並對其發出最後警報。下午2時，日本氣象廳將其降格為熱帶低氣壓。
10月23日上午8時，日本氣象廳將其降格為低壓區。

### 颱風薔琵（Champi）
2015年10月12日，一個低壓區在馬紹爾群島附近海面上生成。同日，美國海軍研究實驗室給予擾動編號92W。下午11時，聯合颱風警報中心認為該系統在24小時內形成為熱帶氣旋的機會評級為「LOW」。
10月13日上午2時，日本氣象廳將其升格為熱帶低氣壓，並對其發出烈風警報。
10月14日上午2時，日本氣象廳將其升格為熱帶風暴，並命名為薔琵。下午2時，聯合颱風警報中心將其升格為熱帶低氣壓，並給予編號25W。
10月15日上午8時，聯合颱風警報中心將其升格為熱帶風暴。
10月16日上午2時，日本氣象廳將其升格為強烈熱帶風暴。上午8時，日本氣象廳將其升格為颱風。下午8時，聯合颱風警報中心將其升格為颱風。
10月17日下午2時，聯合颱風警報中心將其強度上調至薩菲爾-辛普森颶風等級之下的二級颱風級別。
10月18日上午8時，聯合颱風警報中心將其強度上調至薩菲爾-辛普森颶風等級之下的三級颱風級別。下午8時，聯合颱風警報中心將其升格為超級颱風。
10月19日上午8時，聯合颱風警報中心將其降格為颱風。
10月22日上午2時，聯合颱風警報中心再次將其強度上調至薩菲爾-辛普森颶風等級之下的二級颱風級別。上午8時，聯合颱風警報中心再次將其強度上調至薩菲爾-辛普森颶風等級之下的三級颱風級別。
10月24日下午2時，日本氣象廳將其降格為強烈熱帶風暴。下午8時，聯合颱風警報中心將其降格為熱帶風暴。
10月25日上午2時，聯合颱風警報中心對其發出最後警報。下午8時，日本氣象廳認為薔琵已轉化為溫帶氣旋。

### 颱風煙花（In-fa）
PAGASA: Marilyn
2015年11月12日，一個低壓區在馬紹爾群島附近海面上生成。同日，美國海軍研究實驗室給予擾動編號95W。上午11時，聯合颱風警報中心認為該系統在24小時內形成為熱帶氣旋的機會評級為「LOW」。
11月16日下午2時，聯合颱風警報中心對其在24小時內形成為熱帶氣旋的機會提升至「HIGH」的評級，並發佈熱帶氣旋形成警報。
11月17日上午8時，聯合颱風警報中心將其升格為熱帶低氣壓，並給予編號27W。下午2時，聯合颱風警報中心將其升格為熱帶風暴。下午3時，日本氣象廳將其升格為熱帶低氣壓，並對其發出烈風警報。下午8時，日本氣象廳將其升格為熱帶風暴，並命名為煙花。
11月18日上午11時，日本氣象廳將其升格為強烈熱帶風暴。下午2時，聯合颱風警報中心將其升格為颱風。
11月19日上午2時，聯合颱風警報中心將其降格為熱帶風暴。上午8時，日本氣象廳將其降格為熱帶風暴。下午8時，日本氣象廳將其升格為強烈熱帶風暴。同時，聯合颱風警報中心將其升格為颱風。
11月20日上午6時45分，日本氣象廳將其升格為颱風。上午8時，聯合颱風警報中心將其強度上調至薩菲爾-辛普森颶風等級之下的二級颶風級別。下午2時，聯合颱風警報中心將其強度上調至薩菲爾-辛普森颶風等級之下的三級颶風級別。
11月21日上午8時，聯合颱風警報中心將其強度上調至薩菲爾-辛普森颶風等級之下的四級颶風級別。
11月24日下午8時，日本氣象廳將其降格為強烈熱帶風暴。
11月25日上午2時，聯合颱風警報中心降其降格為熱帶風暴。下午2時，日本氣象廳將其降格為熱帶風暴。
11月26日上午8時，日本氣象廳認為煙花已經轉化為溫帶氣旋。同時，聯合颱風警報中心對其發出最後的警報。
此名字第一次使用，取代菲律賓破壞被除名的芭瑪

### 颱風茉莉（Melor）
PAGASA：Nona
一個低壓區在2015年12月7日晚上在楚克州以南約120公里生成，並沿着副熱帶高壓脊南側的深厚偏東風向西北偏西移動，日本氣象廳於12月9日早上8時把該低壓區升格為熱帶低氣壓。雖然自11月颱風煙花過後，西北太平洋經歷大半個月的沉寂，海洋表面溫度上升至攝氏28度以上，恢復龐大的能量供應，但是該系統形成初期受到頗強的垂直風切變影響，發展較為緩慢、組織鬆散，至12月10日風切變減弱、高空輻散轉強，該系統才開始有深層對流發展，低層環流中心形成，日本氣象廳在當晚8時45分對該系統發出烈風警告，即預計該系統在一日內會加強為熱帶風暴；而聯合颱風警報中心亦在翌日（12月11日）下午1時半對該系統發出熱帶氣旋形成警報。但半小時後，日本氣象廳便把該系統正式升級為熱帶風暴，並命名為茉莉，給予國際編號1527，當時茉莉集結在雅蒲島以南約50公里。這使得香港天文台在事前完全沒有提及該系統的情況下，於當日下午4時15分突然表示「位於西北太平洋的低壓區已增強為熱帶低氣壓，並命名為茉莉」；聯合颱風警報中心亦要連續兩報把茉莉升格，先在當晚11時把茉莉升為熱帶低氣壓，給予熱帶氣旋編號28W，再於12日凌晨5時把茉莉升級為熱帶風暴，香港天文台在上午9時45分跟隨。
12月14日，颱風茉莉登陸菲律賓。
12月17日，茉莉轉化為低壓區。

## 未被國際命名的熱帶氣旋
除了被日本氣象廳命名的熱帶氣旋外，還有一些沒被命名的熱帶低氣壓和被聯合颱風警報中心評估為熱帶風暴的熱帶氣旋。

### 熱帶低氣壓
2015年6月23日，一個低壓區在楚克附近海面上生成。同日，美國海軍研究實驗室給予擾動編號94W。
6月25日下午2時，聯合颱風警報中心認為該系統在24小時內形成為熱帶氣旋的機會評級為「LOW」。
6月26日下午2時，聯合颱風警報中心撤銷其評級。
6月29日上午1時，聯合颱風警報中心再次認為該系統在24小時內形成為熱帶氣旋的機會評級為「LOW」。
6月30日上午10時30分，聯合颱風警報中心對該系統評級提升為「MEDIUM」。
7月1日下午8時，日本氣象廳將其升格為熱帶低氣壓。
7月2日下午2時，日本氣象廳認為為該熱帶低氣壓已經併入颱風燦鴻的雲系之中。
2015年7月14日，一個熱帶擾動在呂宋東方海面上生成。上午8時，日本氣象廳將其升格為熱帶低氣壓。下午8時，日本氣象廳認為該熱帶低氣壓已經逐漸消散。
7月15日，其殘餘雲系在呂宋東北方海面上重新發展。下午5時，日本氣象廳再次將其升格為熱帶低氣壓。
7月16日下午8時，日本氣象廳認為該熱帶低氣壓已經併入颱風浪卡的雲系之中。
2015年7月18日，一個低壓區在久米島南方海面上生成。下午8時，日本氣象廳將其升格為熱帶低氣壓。
7月19日上午7時，美國海軍研究實驗室給予擾動編號99W。
7月20日上午9時，美國海軍研究實驗室將其撤銷編號。
7月21日上午2時，日本氣象廳認為該熱帶低氣壓已逐漸消散。
2015年7月18日，一個低壓區在廣東內陸的低壓槽內生成。
7月20日上午11時，中央氣象台將其升格為熱帶低壓，內部編號TD02，中心最大風力達15每秒（54每小時）。下午2時，日本氣象廳將其升格為熱帶低氣壓。下午8時，中央氣象台認為該熱帶低壓迫近陽江沿岸區域，中心最大風力達13每秒（47每小時），並停止編號。
7月21日上午11時，日本氣象廳認為該熱帶低氣壓已經逐漸消散。

### 熱帶風暴12W
2015年7月23日，一個低壓區在呂宋東方近岸生成。同日，美國海軍研究實驗室給予擾動編號91W。上午8時，日本氣象廳將其升格為熱帶低氣壓。上午9時30分，聯合颱風警報中心對其在24小時內形成為熱帶氣旋的機會直接給予「HIGH」的評級，並對其發布熱帶氣旋形成警報。下午2時，聯合颱風警報中心將其升格為熱帶低氣壓，並給于編號12W。
7月24日下午2時，聯合颱風警報中心將其升格為熱帶風暴。
7月25日上午8時，聯合颱風警報中心將其降格為熱帶低氣壓。下午2時，聯合颱風警報中心對其發出最後的警報。
7月26日上午2時，日本氣象廳認為該熱帶低氣壓已經逐漸消散。

### 熱帶低氣壓14W
2015年8月1日，一個高空冷渦於本州東南方海面上轉化為熱帶擾動。下午1時，美國海軍研究實驗室給予擾動編號95W。下午2時，日本氣象廳將其升格為熱帶低氣壓。同時，聯合颱風警報中心對其在24小時內形成為熱帶氣旋的機會直接給予「MEDIUM」的評級。
8月2日上午3時30分，聯合颱風警報中心對其評級提升為「HIGH」，並對其發佈熱帶氣旋形成警報。下午2時，聯合颱風警報中心將其升格為熱帶低氣壓，並給予編號14W。
8月4日下午8時，聯合颱風警報中心對其發出最後的警報。
8月6日上午5時，日本氣象廳表示該熱帶低氣壓已經逐漸消散。

### 熱帶低氣壓08C
2015年10月7日上午1時30分，位於中太平洋的08C越過國際日期變更線進入西北太平洋範圍，因此改由日本氣象廳（JMA）發報。上午2時，日本氣象廳將其評定為熱帶低氣壓。
10月9日上午2時，日本氣象廳將其降格為低壓區。

### 熱帶低氣壓29W
PAGASA：Onyok

### 熱帶低氣壓
2015年12月20日，熱帶低氣壓29W的背風低壓於沙巴以西海面上發展。同日，美國海軍研究實驗室給予擾動編號98W。下午2時，日本氣象廳將其升格為熱帶低氣壓。
12月24日上午2時，日本氣象廳表示該熱帶低氣壓已經逐漸消散。

## 熱帶氣旋時間表
以下時間線列出本年度的颱風生成及消散時間，而各風暴的詳情可參見上面的章節。

## 熱帶氣旋名單

### 國際命名
在西北太平洋區域內生成的熱帶氣旋是由日本東京颱風中心命名（即國際命名）。當該熱帶氣旋被日本氣象廳升格了為熱帶風暴後，就會使用下列名單中的名稱。名稱是根據以下名單而定，不按年度劃分。風暴名稱是由世界氣象組織颱風小組的成員提供，4個成員國和地區各自提交5個名稱，並以該國英文名稱按字母順序排列。在2015年使用的名稱清單中，有5個名字被替換，新名稱「百里嘉」、「木恩」、「蘭恩」、「白鹿」及「雲雀」，分別取代了「尤特」、「菲特」、「韋森特」、「海燕」及「清松」。2015年的風暴名稱可能會與2002至2003年及2008、2009年的部分風暴名稱相同。
| 提供國家／地區 | 名稱   | 名稱   | 名稱        | 名稱        | 名稱   |
| -------------- | ------ | ------ | ----------- | ----------- | ------ |
| 柬埔寨         | 達維   | 康妮   | 娜基莉      | 科羅旺 1520 | 莎莉嘉 |
| 中國           | 海葵   | 玉兔   | 風神        | 杜鵑 1521   | 海馬   |
| 朝鮮           | 鴻雁   | 桃芝   | 海鷗        | 彩虹 1522   | 米雷   |
| 香港           | 啟德   | 萬宜   | 鳳凰        | 彩雲 1523   | 馬鞍   |
| 日本           | 天秤   | 天兔   | 北冕        | 巨爵 1524   | 蠍虎   |
| 老撾           | 布拉萬 | 帕布   | 巴蓬        | 薔琵 1525   | 洛坦   |
| 澳門           | 三巴   | 蝴蝶   | 黃蜂        | 煙花 1526   | 梅花   |
| 馬來西亞       | 杰拉華   | 聖帕   | 鸚鵡        | 茉莉 1527   | 苗柏   |
| 密克罗尼西亚   | 艾雲尼 | 木恩   | 森拉克      | 尼伯特      | 南瑪都 |
| 菲律賓         | 馬力斯 | 丹娜絲 | 黑格比      | 盧碧        | 塔拉斯 |
| 韓國           | 格美   | 百合   | 薔薇        | 銀河        | 奧鹿   |
| 泰國           | 派比安 | 韋帕   | 米克拉 1501 | 妮妲        | 玫瑰   |
| 美國           | 瑪莉亞 | 范斯高 | 海高斯 1502 | 奧麥斯      | 洛克   |
| 越南           | 山神   | 利奇馬 | 巴威 1503   | 康森        | 桑卡   |
| 柬埔寨         | 安比   | 羅莎   | 美莎克 1504 | 燦都        | 納沙   |
| 中國           | 悟空   | 白鹿   | 海神 1505   | 電母        | 海棠   |
| 朝鮮           | 雲雀   | 楊柳   | 紅霞 1506   | 蒲公英      | 尼格   |
| 香港           | 珊珊   | 玲玲   | 白海豚 1507 | 狮子山      | 榕樹   |
| 日本           | 摩羯   | 劍魚   | 鯨魚 1508   | 圓規        | 天鴿   |
| 老撾           | 麗琵   | 法茜   | 燦鴻 1509   | 南川        | 帕卡   |
| 澳門           | 貝碧嘉 | 琵琶   | 蓮花 1510   | 瑪瑙        | 珊瑚   |
| 馬來西亞       | 溫比亞 | 塔巴   | 浪卡 1511   | 莫蘭蒂      | 瑪娃   |
| 密克罗尼西亚   | 蘇力   | 米娜   | 蘇迪羅 1513 | 雷伊        | 古超   |
| 菲律賓         | 西馬侖 | 海貝思 | 莫拉菲 1514 | 馬勒卡      | 泰利   |
| 韓國           | 飛燕   | 浣熊   | 天鵝 1515   | 鮎魚        | 杜蘇芮 |
| 泰國           | 山竹   | 博羅依 | 閃電 1516   | 暹芭        | 卡努   |
| 美國           | 百里嘉 | 麥德姆 | 艾濤 1518   | 艾利        | 蘭恩   |
| 越南           | 潭美   | 夏浪   | 環高 1519   | 桑達        | 蘇拉   |

註：
- 本風季第12個被命名的熱帶氣旋（哈洛拉 1512）是由中北太平洋進入西北太平洋的熱帶氣旋。進入本洋面後仍繼續沿用中北太平洋的名稱（Halola）。
- 本風季第17個被命名的熱帶氣旋（基洛 1517）是由中北太平洋進入西北太平洋的熱帶氣旋。進入本洋面後仍繼續沿用中北太平洋的名稱（Kilo）。

#### 被退役的熱帶氣旋名稱
第48次世界氣象組織颱風委員會會議中，決定將本風季第13個被命名的熱帶氣旋“蘇迪羅”與本風季第22個被命名的熱帶氣旋“彩虹”退役，因為颱風在中國大陸及台灣造成重大損失；并決定將本風季第24個被命名的熱帶氣旋“巨爵”與本風季第27個被命名的熱帶氣旋“茉莉”退役，因為颱風在菲律賓造成重大損失。

### 菲律賓
菲律賓大氣地球物理和天文服務管理局對責任區域內的熱帶氣旋使用獨立的命名方法，所有在其責任海域形成，或是進入其責任海域，或是有可能進入其責任海域的熱帶低氣壓都會獲得名稱，命名名稱每4年完成一次輪換，只有退役的名稱會予以替換，並且還準備有輔助名單，以便在名稱全部用完時替補。以下列出2015年的風暴名單，未經啟用的名稱以灰色表示，括弧內則是風暴的國際名稱：
| - 亞芒（米克拉） - 貝蒂（巴威） - 切登（美莎克） - 杜東（紅霞） - 伊涯（蓮花） | - 法肯（燦鴻） - 哥林（哈洛拉） - 漢娜（蘇迪羅） - 依能（天鵝） - 珍妮（杜鵑） | - 卡巴揚（彩虹） - 蘭度（巨爵） - 瑪麗蓮（煙花） - 诺娜（茉莉） - 昂約 | - 珀拉（未用） - 奎爾（未用） - 拉蒙（未用） - 莎菈（未用） - 提佐伊（未用） | - 俄蘇拉（未用） - 懷琳（未用） - 翁恩（未用） - 尤尤伊（未用） - 澤札格（未用） |

替補名單
| - 艾貝（未用） - 寶托（未用） | - 查洛（未用） - 達多（未用） | - 伊斯多（未用） - 菲力翁（未用） | - 珍寧（未用） - 赫曼（未用） | - 伊瑪（未用） - 賈伊密（未用） |

英文原文
| Amang          | Betty          | Chedeng        | Dodong        | Egay           |
| Falcon         | Goring         | Hanna          | Ineng         | Jenny          |
| Kabayan        | Lando          | Marilyn        | Nona          | Onyok          |
| Perla（未用）  | Quiel（未用）  | Ramon（未用）  | Sarah（未用） | Tisoy（未用）  |
| Ursula（未用） | Viring（未用） | Weng（未用）   | Yoyoy（未用） | Zigzag（未用） |
| 替補名單       |                |                |               |                |
| Abe（未用）    | Berto（未用）  | Charo（未用）  | Dado（未用）  | Estoy（未用）  |
| Felion（未用） | Gening（未用） | Herman（未用） | Irma（未用）  | Jaime（未用）  |

## 颱風季影響
此列表列出了所有於2015年西北太平洋曾經活躍的颱風。包括該颱風的強度、持續時間、名稱、登陸地點、死亡人數以及損失總計。所有損失皆以美元作為單位。括號內的風暴名稱為菲律賓大氣地理天文部門所使用之當地命名；未命名之熱帶性低氣壓，則採用由聯合颱風警報中心提供之風暴編號。
ACE的計算公式：{\displaystyle \sum _{}^{}{\frac {{v_{\mathrm {max} }}^{2}}{10^{4}}}}，每6小時取一次數據，單位為{\displaystyle 10^{4}kt^{2}}。
| 风暴名称              | 持续日期                           | 风暴最高强度 | 最大持续风速 | 最低气压 （百帕） | ACE     | 登陆                                     | 登陆             | 登陆     | 损失 （百万美元） | 死亡人数 |
| 风暴名称              | 持续日期                           | 风暴最高强度 | 最大持续风速 | 最低气压 （百帕） | ACE     | 地点                                     | 时间             | 风速     | 损失 （百万美元） | 死亡人数 |
| --------------------- | ---------------------------------- | ------------ | ------------ | ----------------- | ------- | ---------------------------------------- | ---------------- | -------- | ----------------- | -------- |
| 熱帶低氣壓            | 1月2日－1月4日                     | 热带低氣压   | N/A          | 1006              | 0       | 印度尼西亞廖內群島省納土納群島沿海       | 1月4日14時       | N/A      | 0                 | 1        |
| 米克拉 (Amang)        | 1月13日－1月21日                   | 強烈熱帶風暴 | 110 km/h     | 975               | 4.4425  | 菲律賓東薩馬省多洛雷斯沿海               | 1月17日15時      | 110 km/h | 7.8               | 3        |
| 米克拉 (Amang)        | 1月13日－1月21日                   | 強烈熱帶風暴 | 110 km/h     | 975               | 4.4425  | 菲律賓索索貢省普列托迪亞斯沿海           | 1月18日5時       | 75 km/h  | 7.8               | 3        |
| 米克拉 (Amang)        | 1月13日－1月21日                   | 強烈熱帶風暴 | 110 km/h     | 975               | 4.4425  | 菲律賓阿爾拜省拉普拉普沿海               | 1月18日5時30分   | 75 km/h  | 7.8               | 3        |
| 米克拉 (Amang)        | 1月13日－1月21日                   | 強烈熱帶風暴 | 110 km/h     | 975               | 4.4425  | 菲律賓南甘馬粦省聖荷西沿海               | 1月18日9時       | 65 km/h  | 7.8               | 3        |
| 米克拉 (Amang)        | 1月13日－1月21日                   | 強烈熱帶風暴 | 110 km/h     | 975               | 4.4425  | 菲律賓北甘馬粦省梅賽德斯沿海             | 1月18日13時      | 65 km/h  | 7.8               | 3        |
| 米克拉 (Amang)        | 1月13日－1月21日                   | 強烈熱帶風暴 | 110 km/h     | 975               | 4.4425  | 菲律賓奧羅拉省卡西古蘭沿海               | 1月19日4時       | 55 km/h  | 7.8               | 3        |
| 海高斯                | 2月6日－2月13日                    | 颱風         | 165 km/h     | 940               | 9.04    | 没有登陆                                 | 没有登陆         | 没有登陆 | 0                 | 0        |
| 巴威 (Betty)          | 3月10日－3月23日                   | 热带风暴     | 85 km/h      | 990               | 4.9825  | 没有登陆                                 | 没有登陆         | 没有登陆 | 1                 | 0        |
| 美莎克 (Chedeng)      | 3月26日－4月8日                    | 颱風         | 195 km/h     | 910               | 32.7725 | 菲律賓伊莎貝拉省迪納皮格沿海             | 4月5日8時        | 65 km/h  | 8.5               | 5        |
| 海神                  | 4月3日－4月6日                     | 热带风暴     | 65 km/h      | 998               | 2.1375  | 没有登陆                                 | 没有登陆         | 没有登陆 | 0                 | 0        |
| 紅霞 (Dodong)         | 5月2日－5月12日                    | 颱風         | 205 km/h     | 920               | 28.8125 | 菲律賓卡加延省聖安娜沿海                 | 5月10日17時      | 205 km/h | 23.5              | 2        |
| 白海豚                | 5月6日－5月21日                    | 颱風         | 185 km/h     | 925               | 30.8175 | 没有登陆                                 | 没有登陆         | 没有登陆 | 10                | 0        |
| 鯨魚                  | 6月20日－6月25日                   | 热带风暴     | 85 km/h      | 985               | 2.1725  | 中國海南省萬寧市和樂鎮沿海               | 6月22日18時50分  | 85 km/h  | 16.6              | 9        |
| 鯨魚                  | 6月20日－6月25日                   | 热带风暴     | 85 km/h      | 985               | 2.1725  | 越南海防市塗山郡沿海                     | 6月24日11時40分  | 75 km/h  | 16.6              | 9        |
| 燦鴻 (Falcon)         | 6月30日－7月13日                   | 颱風         | 165 km/h     | 935               | 25.43   | 中國浙江省舟山市普陀區朱家尖街道沿海     | 7月11日16時40分  | 140 km/h | 1460              | 6        |
| 燦鴻 (Falcon)         | 6月30日－7月13日                   | 颱風         | 165 km/h     | 935               | 25.43   | 朝鮮民主主義人民共和國黃海南道甕津郡沿海 | 7月12日23時50分  | 85 km/h  | 1460              | 6        |
| 蓮花 (Egay)           | 7月1日－7月10日                    | 強烈熱帶風暴 | 95 km/h      | 980               | 7.4525  | 菲律賓伊莎貝拉省帕拉南沿海               | 7月4日22時       | 85 km/h  | 218               | 2        |
| 蓮花 (Egay)           | 7月1日－7月10日                    | 強烈熱帶風暴 | 95 km/h      | 980               | 7.4525  | 中國廣東省汕尾市陸豐市甲東鎮沿海         | 7月9日12時15分   | 95 km/h  | 218               | 2        |
| 熱帶低氣壓            | 7月1日－7月2日                     | 热带低氣压   | N/A          | 1000              | 0       | 没有登陆                                 | 没有登陆         | 没有登陆 | 0                 | 0        |
| 浪卡                  | 7月3日－7月19日                    | 颱風         | 185 km/h     | 915               | 46.245  | 日本高知縣室戶市附近                     | 7月16日22時      | 130 km/h | 151               | 2        |
| 浪卡                  | 7月3日－7月19日                    | 颱風         | 185 km/h     | 915               | 46.245  | 日本岡山縣倉敷市附近                     | 7月17日5時       | 100 km/h | 151               | 2        |
| 哈洛拉 (Goring)       | 7月13日（進入西北太平洋）－7月27日 | 颱風         | 150 km/h     | 955               | 23.345  | 日本長崎縣西海市附近                     | 7月26日17時      | 75 km/h  | 1.2               | 0        |
| 哈洛拉 (Goring)       | 7月13日（進入西北太平洋）－7月27日 | 颱風         | 150 km/h     | 955               | 23.345  | 日本長崎縣佐世保市附近                   | 7月26日18時      | 75 km/h  | 1.2               | 0        |
| 熱帶低氣壓            | 7月14日－7月16日                   | 热带低氣压   | N/A          | 1000              | 0       | 没有登陆                                 | 没有登陆         | 没有登陆 | 0                 | 0        |
| 熱帶低氣壓            | 7月18日－7月21日                   | 热带低氣压   | N/A          | 1004              | 0       | 没有登陆                                 | 没有登陆         | 没有登陆 | 0                 | 0        |
| 熱帶低氣壓            | 7月20日－7月21日                   | 热带低氣压   | N/A          | 1000              | 0       | 內陸生成                                 | 7月20日19時45分  | N/A      | 0                 | 0        |
| 熱帶低氣壓12W         | 7月23日－7月26日                   | 热带低氣压   | N/A          | 1008              | 1.2225  | 没有登陆                                 | 没有登陆         | 没有登陆 | 0                 | 0        |
| 蘇迪羅 (Hanna)        | 7月30日－8月11日                   | 颱風         | 215 km/h     | 900               | 34.1125 | 美國島嶼地區北馬利安納群島塞班島         | 8月2日22時54分   | 150 km/h | 3200              | 38       |
| 蘇迪羅 (Hanna)        | 7月30日－8月11日                   | 颱風         | 215 km/h     | 900               | 34.1125 | 臺灣花蓮縣秀林鄉沿海                     | 8月8日4時40分    | 165 km/h | 3200              | 38       |
| 蘇迪羅 (Hanna)        | 7月30日－8月11日                   | 颱風         | 215 km/h     | 900               | 34.1125 | 中國福建省莆田市秀嶼區沿海               | 8月8日22時10分   | 120 km/h | 3200              | 38       |
| 熱帶低氣壓14W         | 8月1日－8月6日                     | 热带低氣压   | N/A          | 1008              | 1.0025  | 日本和歌山縣東牟婁郡串本町附近           | 8月6日2時        | N/A      | 0                 | 0        |
| 莫拉菲                | 8月5日－8月14日                    | 热带风暴     | 85 km/h      | 990               | 3.9975  | 没有登陆                                 | 没有登陆         | 没有登陆 | 0                 | 0        |
| 天鵝 (Ineng)          | 8月14日－8月26日                   | 颱風         | 185 km/h     | 935               | 41.19   | 日本沖繩縣八重山郡西表島附近             | 8月23日18時      | 165 km/h | 293               | 34       |
| 天鵝 (Ineng)          | 8月14日－8月26日                   | 颱風         | 185 km/h     | 935               | 41.19   | 日本鹿兒島縣阿久根市附近                 | 8月25日3時       | 155 km/h | 293               | 34       |
| 天鵝 (Ineng)          | 8月14日－8月26日                   | 颱風         | 185 km/h     | 935               | 41.19   | 日本熊本縣宇城市附近                     | 8月25日4時       | 155 km/h | 293               | 34       |
| 天鵝 (Ineng)          | 8月14日－8月26日                   | 颱風         | 185 km/h     | 935               | 41.19   | 日本熊本縣荒尾市附近                     | 8月25日5時       | 150 km/h | 293               | 34       |
| 艾莎尼                | 8月14日－8月25日                   | 颱風         | 185 km/h     | 925               | 37.8425 | 没有登陆                                 | 没有登陆         | 没有登陆 | 0                 | 0        |
| 基洛                  | 9月1日（進入西北太平洋）－9月11日  | 颱風         | 150 km/h     | 930               | 42.6175 | 没有登陆                                 | 没有登陆         | 没有登陆 | 0                 | 0        |
| 艾濤                  | 9月5日－9月9日                     | 強烈熱帶風暴 | 95 km/h      | 985               | 2.2275  | 日本愛知縣田原市附近                     | 9月9日8時        | 85 km/h  | 97.8              | 8        |
| 艾濤                  | 9月5日－9月9日                     | 強烈熱帶風暴 | 95 km/h      | 985               | 2.2275  | 日本愛知縣西尾市附近                     | 9月9日8時30分    | 85 km/h  | 97.8              | 8        |
| 環高                  | 9月13日－9月16日                   | 热带风暴     | 65 km/h      | 995               | 0.3675  | 越南廣南省成山縣沿海                     | 9月14日21時50分  | 65 km/h  | 13.8              | 15       |
| 科羅旺                | 9月14日－9月21日                   | 颱風         | 155 km/h     | 945               | 11.565  | 没有登陆                                 | 没有登陆         | 没有登陆 | 0                 | 0        |
| 杜鵑 (Jenny)          | 9月20日－9月30日                   | 颱風         | 205 km/h     | 925               | 22.4275 | 臺灣宜蘭縣南澳鄉沿海                     | 9月28日17時40分  | 185 km/h | 5.34              | 3        |
| 杜鵑 (Jenny)          | 9月20日－9月30日                   | 颱風         | 205 km/h     | 925               | 22.4275 | 中國福建省莆田市秀嶼區沿海               | 9月29日8時50分   | 100 km/h | 5.34              | 3        |
| 彩虹 (Kabayan)        | 10月1日－10月5日                   | 颱風         | 155 km/h     | 945               | 6.75    | 菲律賓奧羅拉省聖路易斯沿海               | 10月2日1時       | 65 km/h  | 3683              | 22       |
| 彩虹 (Kabayan)        | 10月1日－10月5日                   | 颱風         | 155 km/h     | 945               | 6.75    | 菲律賓邦阿西楠省安達沿海                 | 10月2日9時       | 75 km/h  | 3683              | 22       |
| 彩虹 (Kabayan)        | 10月1日－10月5日                   | 颱風         | 155 km/h     | 945               | 6.75    | 菲律賓邦阿西楠省博利瑙沿海               | 10月2日9時20分   | 75 km/h  | 3683              | 22       |
| 彩虹 (Kabayan)        | 10月1日－10月5日                   | 颱風         | 155 km/h     | 945               | 6.75    | 中國廣東省湛江市坡頭區沿海               | 10月4日14時10分  | 155 km/h | 3683              | 22       |
| 彩雲                  | 10月1日－10月8日                   | 強烈熱帶風暴 | 110 km/h     | 970               | 7.3225  | 没有登陆                                 | 没有登陆         | 没有登陆 | 0                 | 0        |
| 熱帶低氣壓08C         | 10月7日－10月9日                   | 热带低氣压   | N/A          | 1002              | 1.9525  | 没有登陆                                 | 没有登陆         | 没有登陆 | 0                 | 0        |
| 巨爵 (Lando)          | 10月11日－10月23日                 | 颱風         | 185 km/h     | 925               | 17.3125 | 菲律賓奧羅拉省卡西古蘭沿海               | 10月18日4時      | 185 km/h | 212               | 54       |
| 薔琵                  | 10月12日－10月25日                 | 颱風         | 165 km/h     | 945               | 30.8525 | 没有登陆                                 | 没有登陆         | 没有登陆 | 0                 | 0        |
| 熱帶低氣壓            | 10月19日－10月21日                 | 热带低氣压   | N/A          | 1006              | 0       | 没有登陆                                 | 没有登陆         | 没有登陆 | 0                 | 0        |
| 熱帶低氣壓26W         | 10月20日－10月22日                 | 热带低氣压   | N/A          | 1004              | 0.6875  | 没有登陆                                 | 没有登陆         | 没有登陆 | 0                 | 0        |
| 煙花 (Marilyn)        | 11月17日－11月26日                 | 颱風         | 175 km/h     | 935               | 23.4225 | 没有登陆                                 | 没有登陆         | 没有登陆 | 0                 | 0        |
| 茉莉 (Nona)           | 12月9日－12月17日                  | 颱風         | 175 km/h     | 935               | 16.055  | 菲律賓北薩馬省拉旺沿海                   | 12月14日11時     | 175 km/h | 0                 | 41       |
| 茉莉 (Nona)           | 12月9日－12月17日                  | 颱風         | 175 km/h     | 935               | 16.055  | 菲律賓北薩馬省拉韋薩雷斯沿海             | 12月14日15時     | 175 km/h | 0                 | 41       |
| 茉莉 (Nona)           | 12月9日－12月17日                  | 颱風         | 175 km/h     | 935               | 16.055  | 菲律賓索索貢省布盧桑沿海                 | 12月14日16時     | 175 km/h | 0                 | 41       |
| 茉莉 (Nona)           | 12月9日－12月17日                  | 颱風         | 175 km/h     | 935               | 16.055  | 菲律賓馬斯巴特省克拉韋里亞沿海           | 12月14日21時     | 165 km/h | 0                 | 41       |
| 茉莉 (Nona)           | 12月9日－12月17日                  | 颱風         | 175 km/h     | 935               | 16.055  | 菲律賓朗布隆省班頓沿海                   | 12月15日6時      | 150 km/h | 0                 | 41       |
| 茉莉 (Nona)           | 12月9日－12月17日                  | 颱風         | 175 km/h     | 935               | 16.055  | 菲律賓朗布隆省康塞普西翁沿海             | 12月15日8時      | 155 km/h | 0                 | 41       |
| 茉莉 (Nona)           | 12月9日－12月17日                  | 颱風         | 175 km/h     | 935               | 16.055  | 菲律賓東民都洛省皮納馬拉延沿海           | 12月15日10時     | 155 km/h | 0                 | 41       |
| 茉莉 (Nona)           | 12月9日－12月17日                  | 颱風         | 175 km/h     | 935               | 16.055  | 菲律賓西民都洛省洛克沿海                 | 12月16日1時      | 150 km/h | 0                 | 41       |
| 熱帶低氣壓29W (Onyok) | 12月15日－12月19日                 | 热带低氣压   | 55 km/h      | 1002              | 1.1875  | 菲律賓東達沃省卡拉加沿海                 | 12月18日22時30分 | N/A      | 3.1               | 0        |
| 熱帶低氣壓            | 12月20日－12月24日                 | 热带低氣压   | N/A          | 1008              | 0       | 没有登陆                                 | 没有登陆         | 没有登陆 | 0                 | 0        |
| 季节总结              |                                    |              |              |                   |         |                                          |                  |          |                   |          |
| 39個 熱帶氣旋         | 1月2日－12月24日                   |              | 215 km/h     | 900               | 521.77  | 46次登陆                                 | 46次登陆         | 46次登陆 | 9405.64           | 245      |